# Périssac
Périssac település Franciaországban, Gironde megyében. Lakosainak száma 1185 fő (2022. január 1.). Périssac Galgon, Marcenais, Saint-Ciers-d’Abzac, Saint-Genès-de-Fronsac, Tizac-de-Lapouyade és Vérac községekkel határos.

## Népesség
A település népességének változása:
| Lakosok száma | 621  | 719  | 864  | 1010 | 1091 | 1152 | 1198 | 1194 | 1192 | 1185 |
|               | 1968 | 1982 | 1990 | 2006 | 2013 | 2015 | 2017 | 2019 | 2020 | 2022 |